# Armathia
Armathia (em grego:  Αρμάθια) é uma pequena ilha vulcânica do arquipélago do Dodecaneso no sueste do Mar Egeu, podendo ser considerada um ilhéu da vizinha ilha de Kasos, de cuja costa noroeste dista apenas 3 km e a cuja municipalidade administrativamente pertence. Com apenas 3,2 km de comprimento, 1,6 km de largura máxima e uma superfície de 2,567 km², no recenseamento de 1951 a ilha registava 8 habitantes, mas está actualmente desabitada. A ilha contém importantes depósitos de gesso que no passado foram minerados a céu aberto, o que resultou na formação de um lago salgado na parte leste da ilha. No período em que a exploração de gesso esteve activa, a ilha tinha cerca de 100 habitantes permanentes. Na actualidade a ilha é visitada por turistas, em visitas diárias que partem da vizinha ilha de Kasos, tendo sido nela construído um observatório da vida selvagem.

## Geografia
A ilha de Armathia constitui a parte emersa principal de um conjunto de ilhéus e recifes que se estende no sentido leste-oeste, paralelo à costa da ilha de Kasos, da qual dista cerca de 3 km.
A ilha tem apenas 3,2 km de comprimento, 1,6 km de largura máxima e uma superfície de 2,567 km². O ponto mais alto da ilha está a apenas 111 m acima do nível médio do mar. Em resultado da exploração de gesso, na parte noroeste da ilha existe um lago salgado ocupando uma escavação que desceu abaixo do nível do mar.
A ilha e os ilhéus vizinhos fazem parte do território da municipalidade de Kasos, o qual se integra administrativamente no distrito administrativo (Periferia) de Karpathos e ilhas do sul do Egeu (grego: Περιφερειακή Ενότητα Καρπάθου).
Apesar de não ser habitada em permanência, a ilha tem numerosas ruínas e alguns edifícios que continuam a ser mantidos, entre eles a igreja de Ipapantí (grego: Υπαπαντή) na qual é organizado anualmente um festival no dia 2 de Fevereiro, comemorando a festa da Apresentação do Senhor do rito bizantino (o Υπαπαντή  ou Hypapante), o encontro no Templo de Jerusalém de Jesus com o profeta Simeão e a profetisa Ana. 
O território da ilha integra a Rede Natura 2000, formando em conjunto com os ilhéus e recifes adjacentes uma área natural protegida com 15,73 km², boa parte da qual marinha. A zona especial de conservação recebe a designação comunitária GR 4210001 - Kasos e Kasonisia (Κάσος και Κασονήσια).
A vegetação natural da ilha é essencialmente frigana, a qual tem vindo a reocupar as antigas explorações agrícolas. Apesar disso a região costeira continua essencialmente desértica, com dunas degradadas. A frigana da ilha é dominada por espécies como o Limonium graecum e o Teucrium gracile.

## História
Os depósitos de gesso do noroeste da ilha foram explorados durante as últimas décadas do século XX, produzindo nos seus melhores anos cerca de 8 000 toneladas por ano. O gesso produzido nas minas a céu aberto da ilha era exportado para portos como o Pireu, Odessa e Alexandria, dando emprego a cerca de 100 habitantes na ilha, os quais complementavam os seus rendimentos com o cultivo das magras terras e a criação de animais domésticos.
Aquando do recenseamento da população de 1951, ilha ainda tinha oito habitantes. Hoje a ilha é desabitada, mas são frequentes os visitantes em veraneio, já que durante o Verão a ilha é servida por uma ligação diária por barco a partir de Kasos, a ilha mais próxima. O número de visitantes é tal que ameaça o equilíbrio ambiental da ilha.
A ilha teve um papel importante na Guerra da Independência da Grécia, tendo sido utilizada pelas forças otomanas como base para o eu ataque de Maio e Junho de 1824 que levou ao Massacre de Kasos.